# Кондратьєвська (Афанасьєвський район)
Кондра́тьєвська (рос. Кондратьевская) — присілок у складі Афанасьєвського району Кіровської області, Росія. Входить до складу Ічетовкінського сільського поселення.
Населення становить 10 осіб (2010, 22 у 2002).
Національний склад станом на 2002 рік — росіяни 100 %.